# KDevelop
KDevelop — кроссплатформенная свободная интегрированная среда разработки. Разработка началась в 1998 году. KDevelop распространяется согласно условиям GNU General Public License.
KDevelop не включает в свой состав компилятор; вместо этого он использует GNU Compiler Collection (или любой другой компилятор) для создания машинного кода.
KDevelop поддерживает большое количество языков программирования, включая C, C++, Perl, Python, PHP, Java, Ruby, Ada, SQL, Bash, Фортран, Паскаль. Поддерживаются такие системы сборки проектов, как GNU (automake), CMake, qmake и make для собственных средств сборки проектов (KDevelop оставляет пользовательские файлы make нетронутыми, если необходимо использовать их).

## История
Код KDevelop 3.0 был полностью переписан после KDevelop 2. Релиз 3-й версии вышел вместе с KDE 3.2 в феврале 2004.
1 мая 2010 года вышла новая версия kdevelop 4.0.0 для KDE 4, переписанная с использованием библиотеки Qt 4.
Появилась поддержка CMake.

## Особенности
Для редактирования исходных файлов KDevelop подключает компонент текстовый редактор через технологию KParts. Основным редактором является Kate.
Помимо редактирования файлов, среда предоставляет следующие возможности и инструменты:
- Подсветка исходного кода с учетом синтаксиса используемого языка программирования (язык определяется автоматически) (Kate).
- Менеджер проектов, для проектов разного типа, таких, как Automake, qmake для проектов базирующихся на Qt и Apache Ant для проектов, базирующихся на Java.
- Навигатор классов (Class Browser).
- Графическая оболочка для GNU Compiler Collection и GNU Debugger.
- Wizards («Помощники») для генерации и обновления определения классов и фреймворка.
- Автоматическая система завершения кода. (Си/C++).
- Встроенная поддержка Doxygen.
- Контроль версий (известный как SCM). Также поддерживается CVS, Git, Subversion, Perforce и Rational ClearCase.

KDevelop 4 имеет архитектуру, основанную на дополнениях. Когда разработчик делает изменения, он должен только пересобрать дополнение. Предусмотрена возможность сохранения профилей, указывающих, какие дополнения должны быть загружены. KDevelop не поставляется со встроенным текстовым редактором, редактор подключается как дополнение. KDevelop не зависит от языка программирования и не зависит от платформы, на которой он запускается, поддерживая KDE, GNOME и много других технологий (например, Qt, GTK и wxWidgets).
Code completion доступно для языков Си и C++. Ранее символы хранились в Berkeley DB файле для быстрого поиска без предварительного синтаксического анализа. Сейчас они вычисляются при каждом обращении. Встроенный отладчик позволяет работать графически со всеми средствами отладки, такими, как точки останова и трассировки. Он также может работать с динамически подгружаемыми плагинами, в отличие от консольного gdb.
Quick Open позволяет быстро перемещаться по файлам.
На данный момент существует примерно от 50 до 100 плагинов для данной IDE. Среди наиболее полезных — persistent project-wide code bookmarks, Code abbreviations, позволяющие быстро разворачивать текст, Source formatter, который переформатирует текст для style guide до сохранения, поиск по регулярным выражениям и project-wide поиск/замена, помогающая с рефакторингом кода.